# اپیروس

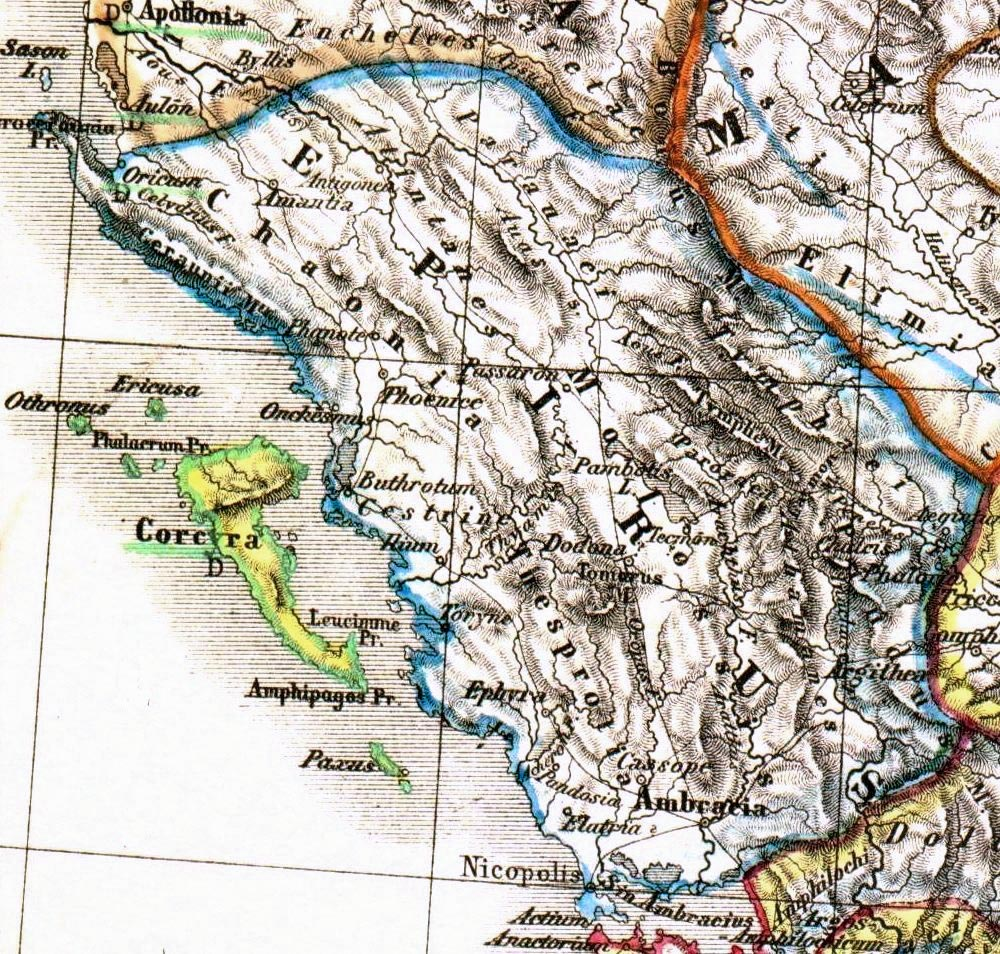
نقشهٔ اپیروس قدیم ترسیم‌شدهٔ توسط Heinrich Kiepert در سال ۱۹۰۲.

اپیروس (به یونانی: Ήπειρος) منطقه‌ای جغرافیایی و تاریخی در جنوب شرقی اروپا واقع در یونان و آلبانی امروزی است. این منطقه مابین کوهستان پیندوس و دریای ایونی قرار گرفته و از جانب شمال به خلیج ولوره (Bay of Vlorë) و از جانب جنوب به خلیج آمبراکیایی (Ambracian Gulf) محدود می‌شود. این منطقهٔ تاریخی اکنون به استان اپیروس واقع در شمال غربی یونان و شهرستان‌های Gjirokastër و Vlorë و Berat در جنوب آلبانی تقسیم شده‌است. بزرگ‌ترین شهر اپیروس یوآنینا، مرکز استان اپیروس، است و Gjirokastër بزرگ‌ترین شهر قسمت آلبانیایی اپیروس است.

## مقالات مرتبط
اپیروس (کشور باستانی)
مولوسیان
سگ مولوسی